# Bicí souprava
Mimo obrázek: Sizzle cymbal • Swish cymbal • Crash/ride cymbal • Kravský zvonec • Wood block • Tamburína • Rototom • Octoban • Temple block • Gong • Triangl

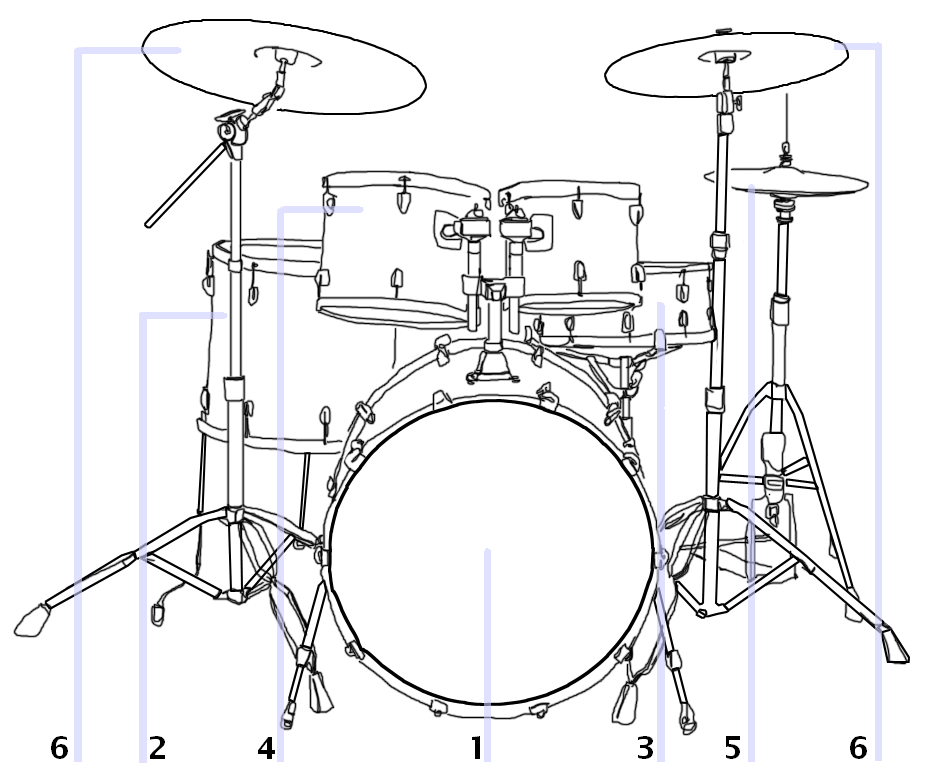
Bicí souprava: 1 Basový buben 2 Kotel 3 Virbl 4 Toms 5 Hi-hat 6 Činely Crash a Ride.Další: China činel, Splash činel, kravský zvonec, tamburína

Bicí souprava je sestava bicích nástrojů, někdy nazývaná zkráceně bicí. Skládá se z jednotlivých bubnů a činelů a jejich stojanů, přechodů, popř. dalších perkusních nástrojů a sedačky pro bubeníka. Velký buben bývá ovládán šlapkou či dvoušlapkou, stejně tak i hi-hat činel. Menší bubny a ostatní činely se ovládají paličkou, dvěma paličkami či metličkami.

## Malý buben

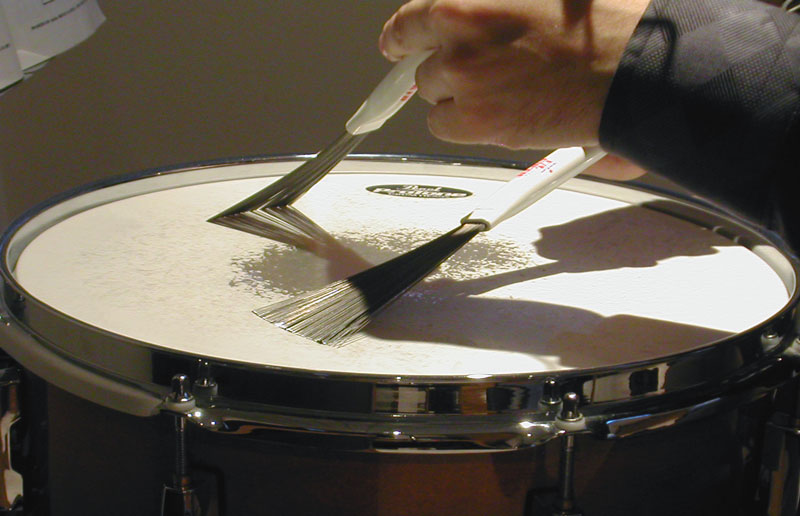
Vířivý buben

Malý buben (vířivý buben), označovaný také Snare (podle jedné z technik, které se na něj hrají. V Česku je označován virblem), bývá usazen uprostřed pedálů. Jedná se o mělký buben se struníkem umístěným na spodní bláně. Struník je několik pružin, které dodávají malému bubnu jeho charakteristický zvuk.

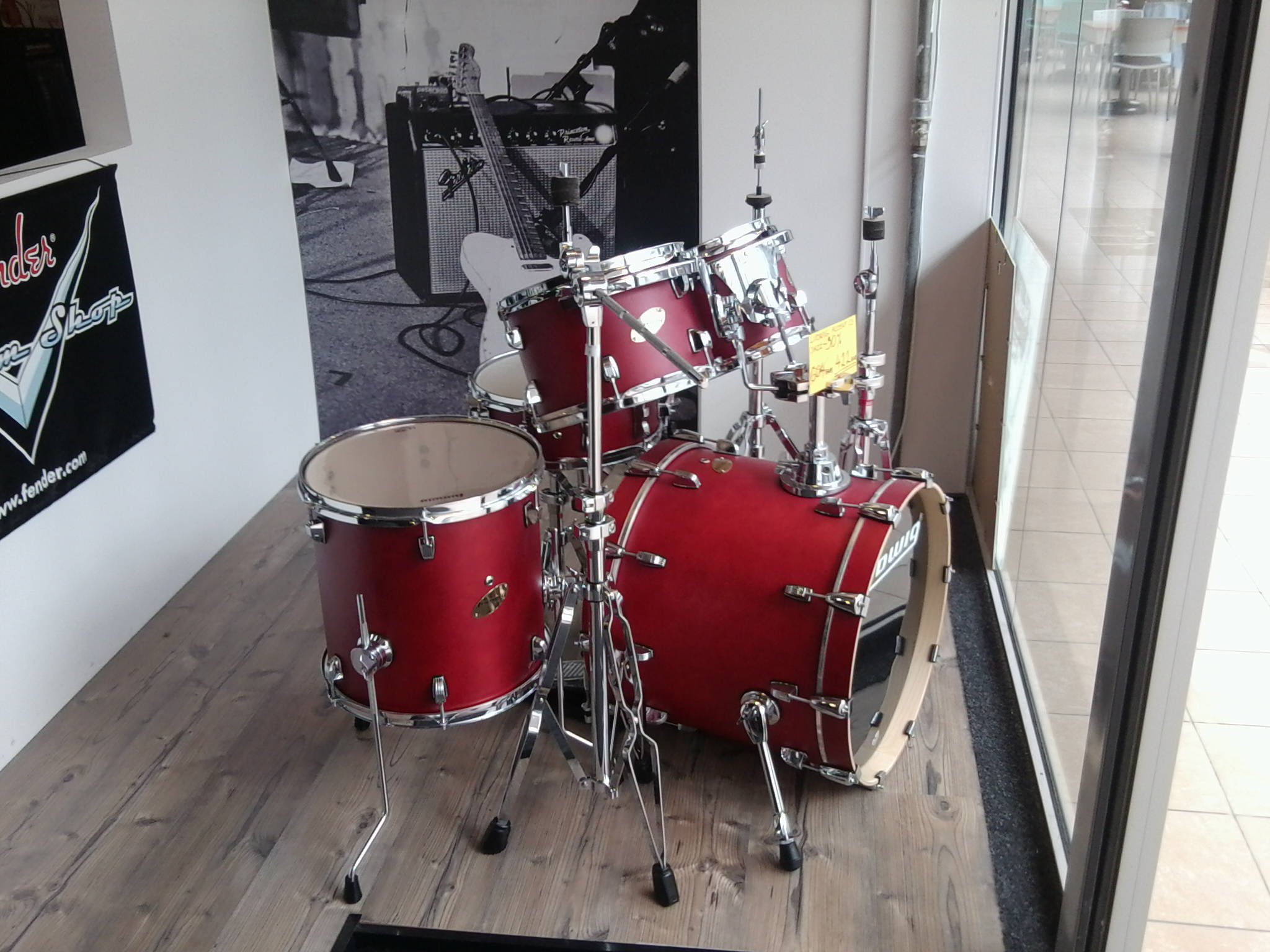
Ludwig Accent CS Custm Jazz Drums Set

## Velký buben

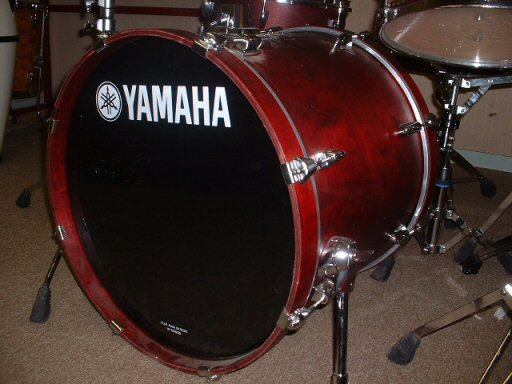
Basový buben značky Yamaha

Velký buben je basový buben, též označován jako kopák, dupák, šlapák, basák atp. Hraje se na něj pomocí pedálu ovládaného nohou. Vycpává se dekou nebo molitanem, aby jeho zvuk nepřezníval. Jako všechny ostatní bubny má dvě blány, přičemž do rezonanční blány se v profesionálních soupravách dělá otvor pro mikrofon, ale také kvůli odrazu „beatru“ na hrací bláně a komfortu hraní.

## Tom tom
Tomů je v soupravě libovolný počet. Slouží především k hraní takzvaných breaků neboli přechodů. Mají hluboký, ale mohou mít i vysoký zvuk.

## Floor tomy
V bubenické hantýrce kotle. Jsou umístěny na nožičkách na zemi, odtud je také jejich název. Znějí hlouběji než tom tomy.
Floor znamená v angličtině podlaha.

## Činely

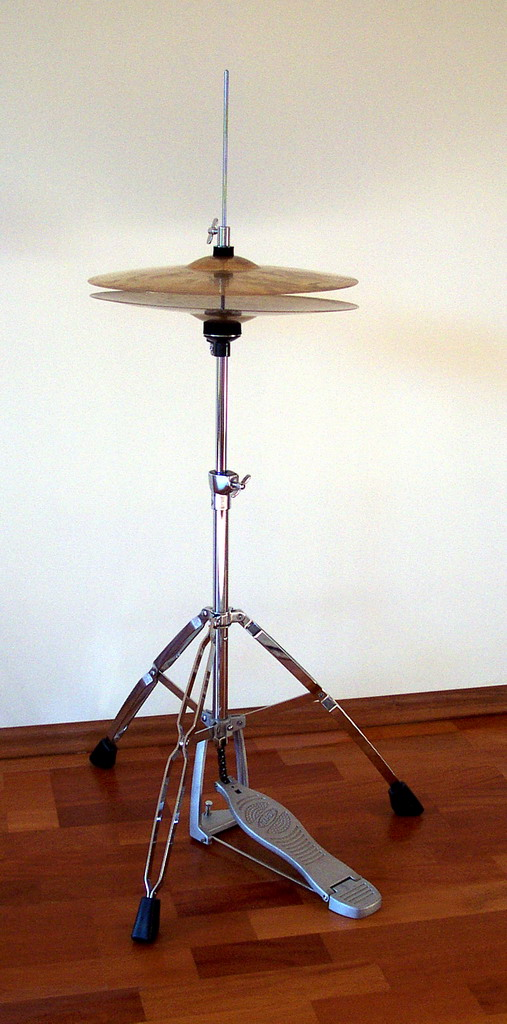
činely Hi-hat

Činelů je více druhů, mezi nejpoužívanější patří hi-hat (dva činely umístěné proti sobě na stojanu s pedálem), ride, crash, splash nebo china.
Obecně se dají tyto činely rozdělit na dvě hlavní skupiny. Činely, které se používají spíše k tvorbě rytmů (hi-hat, ride), a činely, které se využívají spíše na akcenty (crash, splash, china).
Každý činel má tři hlavní úhozové zóny - kraj, tělo a střed (pupek).

## Technika
- Výrobci a značky bicích souprav: Amati, Yamaha, Ludwig, Sonor, Pearl, Stagg, Premier, Tama, Gretsch, DW, Mapex, Basix, Peace atd.
- Výrobci a značky činelů: Zildjian, Sabian, Meinl, Paiste, Ufip, Anatolian, Istanbul, Bosphorus, Turkish atd.

Netypickými bicími hudebními nástroji jsou elektronické bicí nástroje a bicí automaty (Yamaha, Roland). Využívat těchto nástrojů se začalo ve druhé polovině 20. století - logicky s možností jejich výroby díky technologickému pokroku. Tyto soupravy mají řídící panel, pomocí kterého je možné upravit zvuk jednotlivých bubnů.

## Historie

### Počáteční vývoj
Před vývojem bicí soupravy hráli na bubny a činely používané ve vojenské a orchestrální hudbě různí perkusisté odděleně; pokud partitura vyžadovala basový buben, triangl a činely, byli na tyto tři nástroje najati tři perkusisté. Ve 40. letech 19. století začali perkusionisté experimentovat s pedály ovládanými nohou, které jim umožňovaly hrát na více než jeden nástroj, ale tato zařízení se začala masově vyrábět až za dalších 75 let. V 60. letech 19. století začali perkusionisté kombinovat více bubnů do jedné soupravy. Na basový buben, virbl, činely a další bicí nástroje se začalo hrát ručními paličkami. Bubeníci v muzikálových divadelních představeních a estrádách, kde byl rozpočet na orchestřiště často omezený, přispěli ke vzniku bicí soupravy tím, že vyvinuli techniky a zařízení, které jim umožnily pokrýt role více perkusionistů.
Technika dvojitého bubnování byla vyvinuta tak, aby jedna osoba mohla hrát na basový buben a snare pomocí paliček, a přitom nohou obsluhovat činely takzvaným „beaterem“. Kopák byl díky této technice nejčastěji hrán na první a třetí dobu (ve 4⁄4 taktu). Ačkoli byla hudba nejprve určena k doprovodu pochodujících vojáků, tento jednoduchý a přímočarý způsob bubnování vedl ke vzniku hudby ragtime, když se zjednodušené pochodové rytmy staly synkopičtějšími. To mělo za následek větší swing a taneční charakter. Bicí souprava byla původně označována jako „trap set“ (synonymum pro bicí soupravu) a od konce 19. století do 30. let 20. století byli bubeníci označováni jako „trap bubeníci“. V 70. letech 19. století bylo normou, aby bubeníci používali „převislý pedál“. Většina bubeníků v 70. letech 19. století dávala přednost hře na více bubnů technikou dvojitého bubnování, a to bez použití pedálů, přestože by jim převislý pedál nebyl na škodu. Firmy si patentovaly své pedálové systémy, jako například bubeník Edward „Dee Dee“ Chandler z New Orleans v letech 1904-05. Tento vývoj poprvé osvobodil ruce a přinesl basový buben, na který se hrálo nohou stojícího perkusisty (odtud pochází termín „kopák“). Basový buben se stal ústředním prvkem, kolem kterého se později točily všechny ostatní bicí nástroje.
William F. Ludwig starší a jeho bratr Theobald Ludwig založili v roce 1909 společnost Ludwig & Ludwig Co. a patentovali první komerčně úspěšný pedálový systém pro basový buben, který připravil půdu pro moderní bicí soupravu.
Brzy se ukázalo, že zvuk bubnu přehlušuje ostatní nástroje na pódiu. V roce 1912 nahradili bubeníci paličky metličkami. I přesto mohli bubeníci pomocí metliček hrát základní postupy na virbl a groovy, které se běžně hrají paličkami.

### 20. století
V první světové válce byly bicí soupravy často pouze vojenské basové bubny ve stylu pochodové kapely s mnoha bicími nástroji zavěšenými na či basovém bubnu. Bicí soupravy se staly ústřední součástí jazzu, zejména dixielandu. Moderní bicí souprava vznikla ve 20. letech 20. století v New Orleans v éře vaudevillu.
V roce 1917 nahrála neworleanská kapela The Original Dixieland Jazz Band jazzové skladby, které se staly populární napříč celou zemi. Jednalo se o první oficiální jazzové nahrávky. Bubeníci jako Baby Dodds, Zutty Singleton a Ray Bauduc převzali myšlenku pochodových rytmů a zkombinovali basový buben, céčko a „traps“, což byl termín označující bicí nástroje spojené s přistěhovaleckými skupinami, mezi něž patřily miniaturní činely, tom tomy, kravské zvonce a dřevěné bloky. Začali tyto prvky kombinovat s ragtimem, který byl populární již několik desetiletí, a vytvořili tak techniku, která se vyvinula v jazzový bubenický styl.
Rozpočtová omezení a nedostatek místa v orchestrech hudebního divadla vedly kapelníky k zmenšení počtu hráčů na bicí nástroje, aby pokryli více partů bicích nástrojů. Pro čínské tom tomy byly vyvinuty kovové konzoly s výklopnými stojany pro virbly a činely. Na horní straně konzoly se nacházel podstavec pro „vychytávky“ (v angličtině „contraption“, proto zkráceně „trap“), který sloužil k uložení předmětů, jako jsou píšťalky, klaxony a kravské zvonce, tudíž se tyto bicí soupravy nazývály „trap soupravy“. Stojany na hi-hat byly k dispozici kolem roku 1926.
V roce 1918 Baby Dodds, který hrál na říčních lodích s Louisem Armstrongem na Mississippi, upravil vojenskou pochodovou sestavu, experimentoval s hrou na ráfky bubnů místo dřevěných bloků, zároveň hrál paličkami na činely (1919) (což ještě v té době nebylo běžné) a přidal boční činel nad basový buben (který se později začal nazývat ride). Výrobce bubnů William Ludwig po pozorování Doddova bubnování vyvinul takzvaný „sock“ neboli nízko umístěný high-hat. Ludwig si také všiml, že Dodd neustále poklepává levou nohou. Dodds požádal firmu Ludwig, aby nově vyráběné nízké hi-haty zvýšila o devět palců, aby se na ně lépe hrálo, a tím vznikl moderní hi-hat. Dodds byl jedním z prvních bubeníků, kteří začali hrát takzvaný broken-triplet beat, který se stal standardním pulsem moderní hry na ride. Rovněž zpopularizoval používání čínských činelů. Záznamová technika byla primitivní, což znamenalo, že hlasité zvuky mohly nahrávku zkreslit. Aby tento problém Dodds obešel, používal dřevěné bloky a bubny jako tišší alternativy činelů, či bubenických kůží.
Ve 20. letech 20. století se začali najímat bubeníci na volné noze na představení, koncerty, do divadel, klubů a také jako podpora tanečníků a hudebníků různých žánrů. Někteří bubeníci ve 20. letech 20. století pracovali jako ruchaři. Při promítání němých filmů byl najat orchestr, který doprovázel němý film, a o všechny zvukové efekty se staral bubeník. Bubeníci hráli na nástroje, jimž napodobovali výstřely ze zbraní, letadla letící nad hlavou, vlak přijíždějící na nádraží, cválající koně atd.
Notové záznamy z dvacátých let 20. století dokládají, že bubenické soupravy se začaly vyvíjet co do velikosti a zvuku, aby podpořily různá výše zmíněná vystoupení. V roce 1930 však byly populárnější filmy se zvukem a mnohé z nich byly doprovázeny předem nahranou zvukovou stopou. Tento technologický pokrok připravil o práci tisíce bubeníků, kteří pracovali jako specialisté na zvukové efekty. Podobnou paniku zažívali bubeníci v 80. letech, kdy se poprvé objevily elektronické bicí automaty.

## Hraní na bicí

### Groove
Bubnování na bicí soupravu, ať už jde o doprovod hlasů a jiných nástrojů, nebo o bubenické sólo, se skládá ze dvou prvků:
- Groove, který určuje základní časový průběh a vytváří rytmický rámec skladby (příkladem může být backbeat nebo shuffle).

- Bubenické přechody a další prvky a variace, které zpestřují zvuk bubnů a dodávají mu na zajímavosti. Přechody mohou být například zpestřením na konci hudební sekce nebo sloužit jako bubenická ukázka.

### Přechody
Bubenický přechod je odklon od opakujícího se rytmického vzorce písně. Přechod lze použít k vyplnění prostoru mezi koncem jedné sloky a začátkem další sloky nebo refrénu. Přechody se liší od několika jednoduchých úderů na tom tom nebo snare, přes výrazný rytmus hraný na hi-hat až po několik taktů dlouhé sekvence, které jsou krátkými virtuózními sóly na bicí. Kromě toho, že přechody dodávají hudbě na zajímavosti a variabilitě, plní také důležitou funkci označování významných změn částí písně a jejich spojování. Vokální signál je krátký bicí přechod, který uvozuje vokální vstup. Přechod zakončený crashem činelu na prvním taktu se často používá jako úvod do refrénu nebo sloky.

### Bubenická sóla
Bubenické sólo je nástrojová pasáž, která vyzdvihuje virtuozitu, dovednost a hudební kreativitu bubeníka. Zatímco sóla jiných nástrojů, například kytarová sóla, jsou obvykle doprovázena ostatními nástroji rytmické sekce (např. basovou kytarou a elektrickou kytarou), při většině bubenických sól přestanou hrát všichni členové kapely, takže veškerá pozornost publika se upře na bubeníka. V některých bubenických sólech mohou ostatní instrumentalisté rytmické sekce v určitých momentech zahrát náhlé, hlasité a krátce trvající akordy. Bubenická sóla jsou běžná v jazzu, ale používají se i v několika rockových žánrech, například v heavy metalu a progresivním rocku. Během bubenických sól mají bubeníci určitou míru tvůrčí svobody, která jim umožňuje používat složité polyrytmy, které by jinak v kapele nebyly příhodné. Na živých koncertech mohou bubeníci dostávat delší bubenická sóla, a to i v žánrech, kde jsou bubenická sóla na singlech vzácná.

### Uchopení paliček
Většina bubeníků drží paličky jedním ze dvou typů úchopu:
1. Tradiční úchop (původně vyvinutý pro hru na boční buben v pochodových souborech, kde se paličky nejčastěji drží nadhmatem v pravé ruce a podhmatem v levé).
2. Shodný úchop (při kterém jsou obě paličky drženy stejným způsobem).